# Росиу (станция метро)
«Роси́у» (порт. Rossio) — станция Лиссабонского метрополитена. Находится в центре Лиссабона между площадями Педру IV и Фигейра. Расположена на Зелёной линии (Линии Каравеллы) между станциями «Байша-Шиаду» и «Мартин Мониш». Открыта 27 января 1963 года. Названа в честь площади Росиу, которая впоследствии была переименована в площадь Педру IV, однако её старое название по-прежнему более употребимо.

## Описание
Архитектор оригинального проекта станции — Фалькао и Кунья, декорация работы Марии Кейл. Стены обильно украшены плиткой азулежу. В 1998 году станция была реконструирована (при участии Артура Росы и Элены Алмейды). В результате реконструкции была удлинена платформа для возможности принимать шестивагонные составы. Также были установлены лифты для людей с ограниченными возможностями.

## Галерея

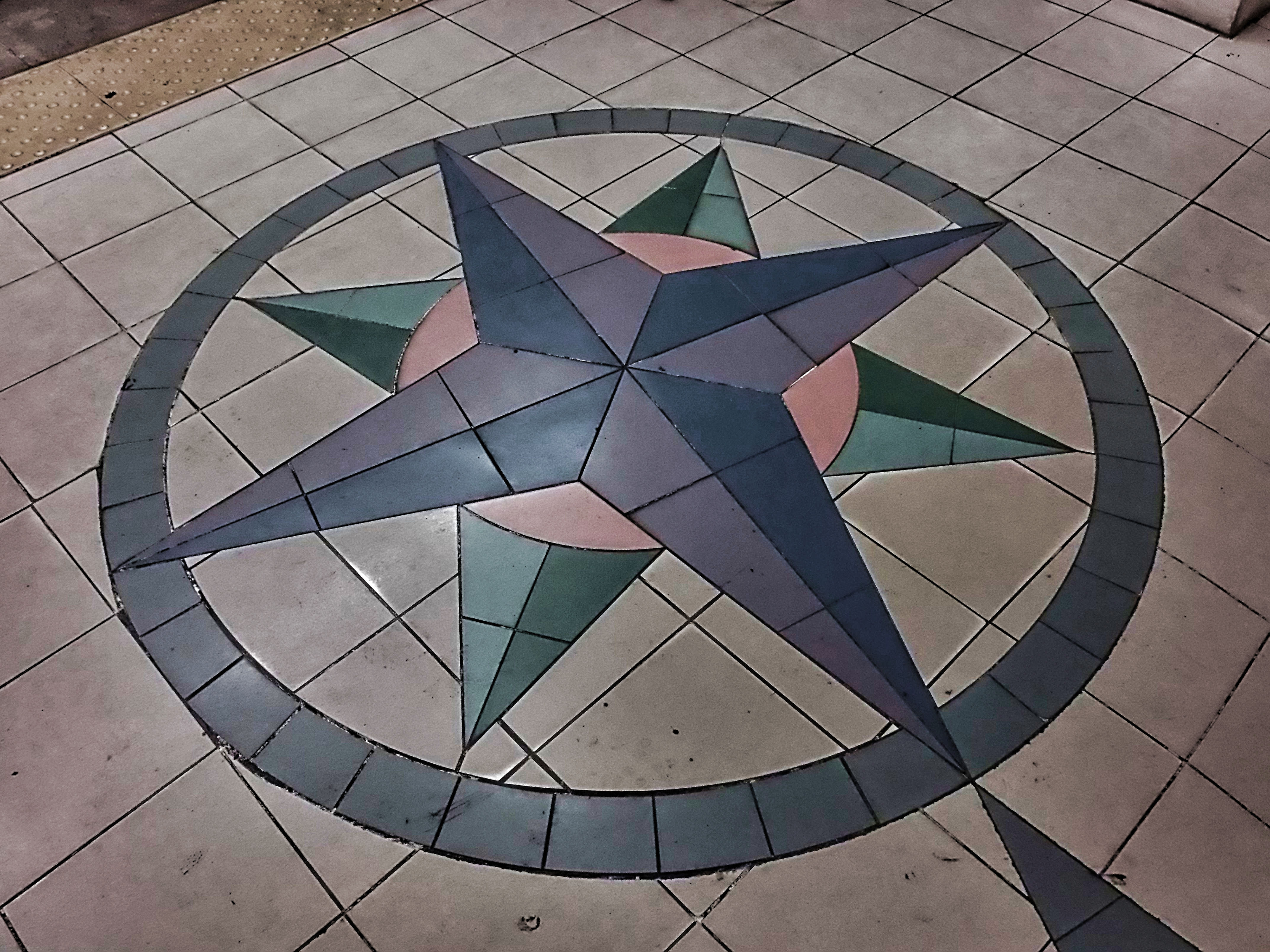
Роза ветров на полу платформы
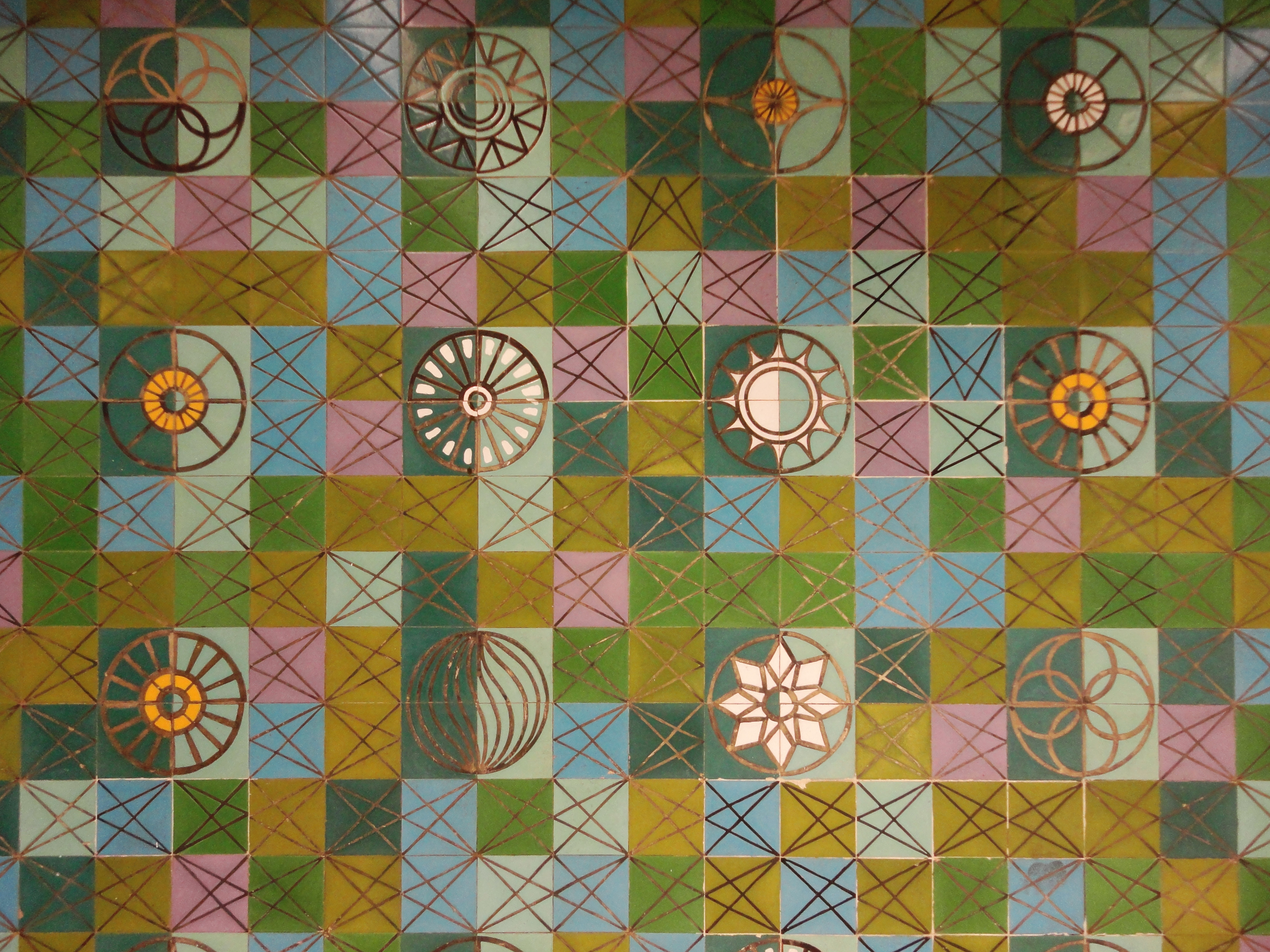
Декорация стен
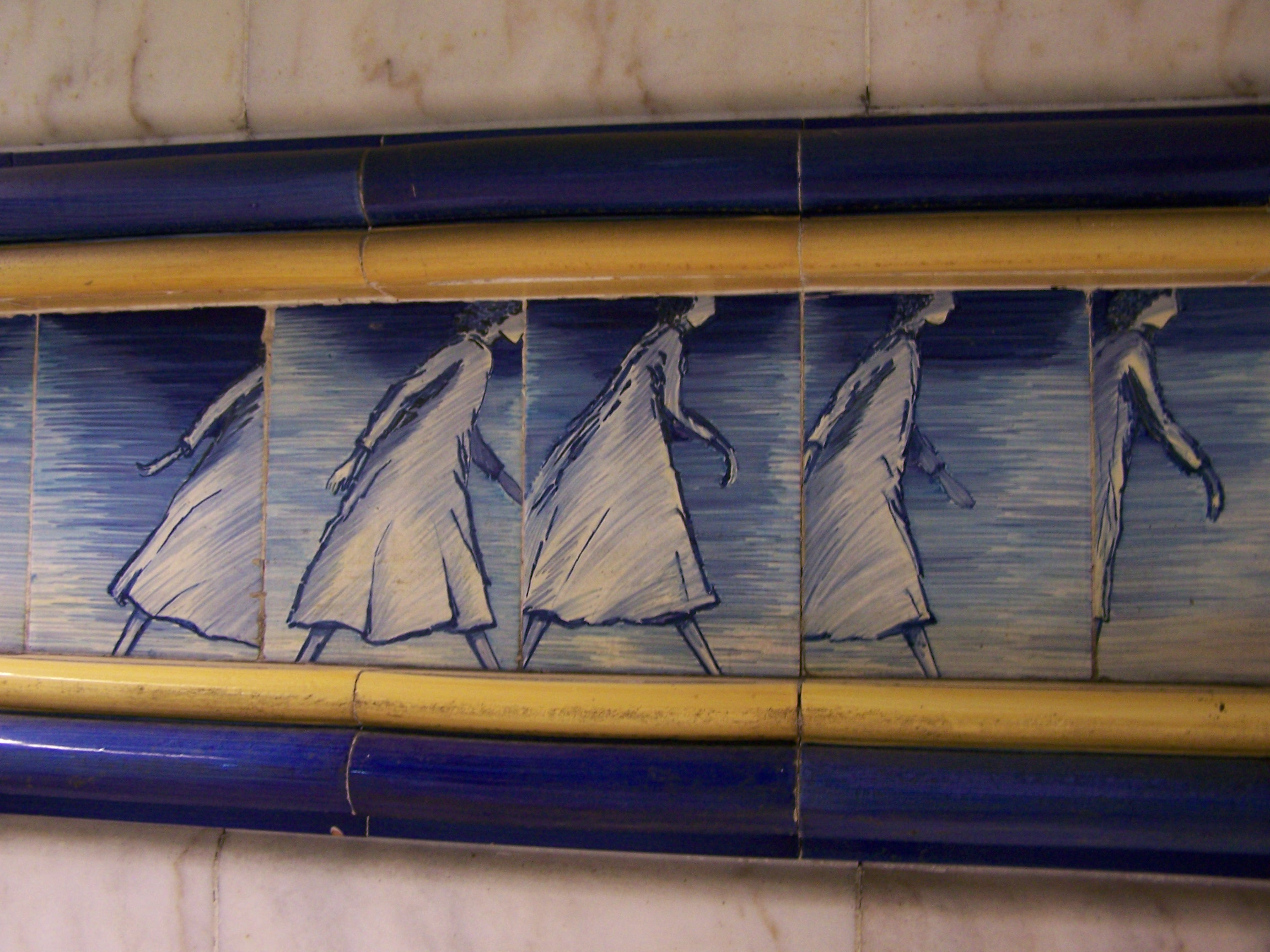
«Бегущая женщина» Марии Кейл
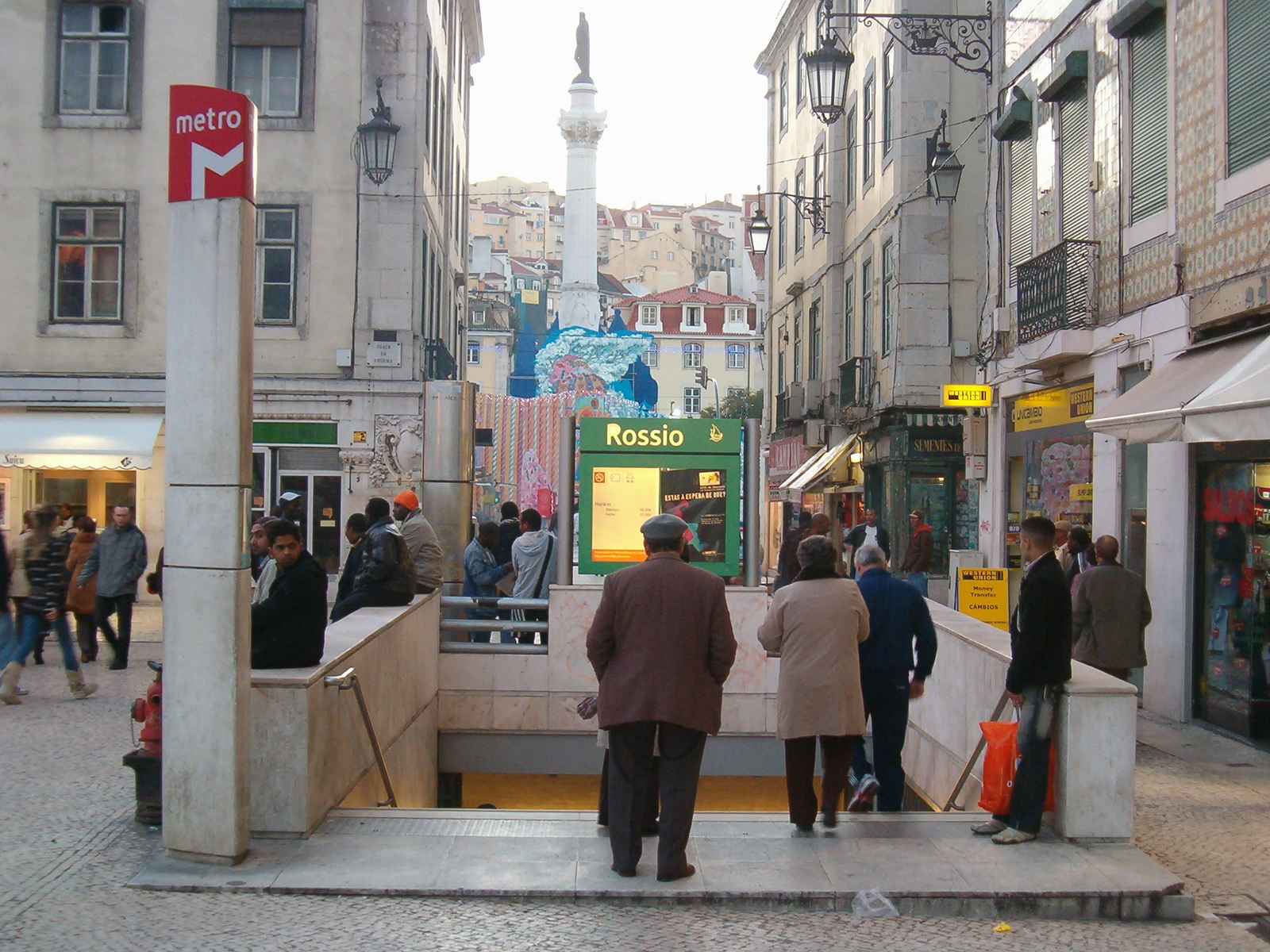
Вход в метро с площади Фигейра